# Dermolepida lixi
Dermolepida lixi är en skalbaggsart som beskrevs av Nonfried 1894. Dermolepida lixi ingår i släktet Dermolepida och familjen Melolonthidae. Inga underarter finns listade i Catalogue of Life.